# نگوزی اکنجو–ایوه‌آلا
نگوزی اکنجو–ایوه‌آلا (انگلیسی: Ngozi Okonjo-Iweala؛ زادهٔ ۱۳ ژوئن ۱۹۵۴) اقتصاددان و سیاست‌مدار اهل نیجریه است. او دو دوره در سال‌های ۲۰۰۳–۲۰۰۶ و ۲۰۱۱–۲۰۱۵ وزیر دارایی نیجریه (بزرگ‌ترین اقتصاد آفریقا)، بود. اکنجو–ایوه‌آلا مدت کوتاهی نیز وزیر امور خارجهٔ نیجریه بود. او نخستین زنی است که به این سمت انتخاب شده‌است. او همچنین برای فعالیت در بانک جهانی شناخته می‌شود.
اکنجو–ایوه‌آلا در سال ۲۰۱۲ میلادی یکی از گزینه‌های ریاست بانک جهانی بود؛ که در نهایت جیم یونگ کیم به این مقام رسید. وی در ۱۵ سپتامبر ۲۰۲۱ به عنوان مدیر کل سازمان تجارت جهانی انتخاب شد.

## تحصیلات و زندگی شخصی
اکنجو–ایوه‌آلا از مردم ایگبو در اوگواشی-اوکوو ایالت دلتا و از خانواده‌ای با نفوذ است. او در مدرسهٔ بین‌المللی ایبادان درس خواند و در ۱۹۷۷ میلادی کارشناسی هنرش را از دانشگاه هاروارد دریافت کرد. در ۱۹۸۱ میلادی او موفق به دریافت دکترای اقتصاد ناحیه‌ای از مؤسسه فناوری ماساچوست (ام‌آی‌تی) شد. او برای دکترای خود از انجمن آمریکایی زنان دانشگاهی یک کمک هزینهٔ تحصیلی دریافت کرده بود.
نگوزی اکنجو–ایوه‌آلا با ایکمبا ایوه‌آلا از اومواهیا، ایالت ابیا ازدواج کرده‌است آن‌ها چهار فرزند دارند که بزرگ‌ترینشان، اونی‌اینیا ایوه‌آلا، در سال ۲۰۱۰ میلادی مدرک دکترای آسیب‌شناسی تجربی خود را از دانشکدهٔ پزشکی دانشگاه هاروارد دریافت کرد. پسر او، اوزودینما ایوه‌آلا، نیز یک نویسنده و پزشک است.

## کار

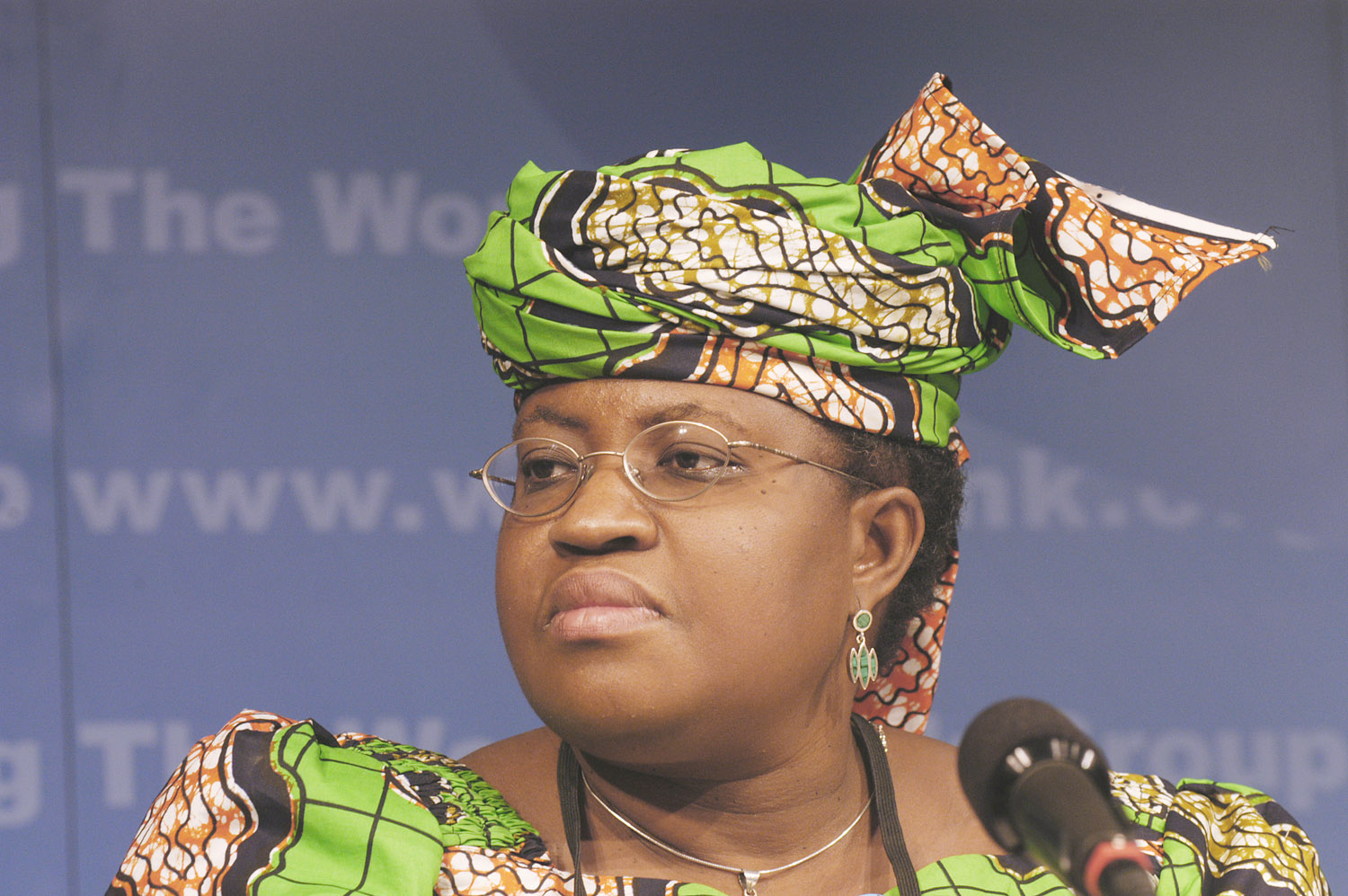
اکنجو–ایوه‌آلا در نشست بهارهٔ گروه بانک جهانی، ۲۰۰۴ میلادی

اکنجو–ایوه‌آلا پیش از انتصاب به وزارت نیجریه، معاون رئیس گروه بانک جهانی بود. پس از آن‌که رئیس‌جمهور اولوسگون اوباسانجو او را برای کابینه‌اش انتخاب کرد، اکنجو–ایوه‌آلا هم در ۱۵ ژوئیهٔ ۲۰۰۳ بانک جهانی را ترک کرد.
پس از جنجال‌هایی که بر سر دستمزد اکنجو–ایوه‌آلا به عنوان وزیر دارایی نیجریه پیش‌آمد، دادگاهی به بازگشت پول‌های دریافت‌شده توسط او حکم کرد (او ۲۴۰٬۰۰۰ دلار آمریکا دریافت کرده بود در مقایسه با ۶۰۰۰ دلار حقوق پایه‌اش). او پس از حکم دادگاه درخواست تجدیدنظر کرد و رأی دادگاه تجدیدنظر در انتظار است.
در ۴ اکتبر ۲۰۰۷، رئیس بانک جهانی رابرت زولیک اکنجو–ایوه‌آلا را به مدیریت اجرایی بانک جهانی گماشت. در سال ۲۰۱۱ میلادی، اکنجو–ایوه‌آلا توسط رئیس‌جمهور وقت، گودلاک جاناتان به‌عنوان وزیر دارایی نیجریه انتخاب شد. این دومین باری بود که او به این مقام می‌رسید. اکنجو–ایوه‌آلا در این دوره برای برداشتن یارانهٔ سوخت به شدت مورد انتقاد قرار گرفت. در نتیجهٔ آن، در ژانویهٔ ۲۰۱۲ تظاهراتی علیه این تغییرات در نیجریه برگزار گردید.

### کارهای دیگر
در سال ۲۰۰۷ میلادی سازمان مردم‌نهاد اکنجو–ایوه‌آلا با شرکت گالوپ نظرسنجی دربارهٔ حکومت در نیجریه برگزار کرند. اکنجو–ایوه‌آلا همچنین با مؤسسه بروکینگز همکاری می‌کند. او همچنین عضو هیئت مدیرهٔ مؤسسه منابع جهانی است.
اکنجو–ایوه‌آلا در سال ۲۰۱۵ میلادی به‌عنوان مشاور ارشد لازارد انتخاب گردید.

## جایزه‌ها و افتخارات
- زن سال سیلوربرد. ۲۰۱۲
- قهرمان ۲۰۰۴ تایم اروپا
- وزیر دارایی جهانی سال ۲۰۰۵ مجلهٔ اکونومی
- وزیر دارایی آفریقا ۲۰۰۵ فایننشیال تایمز/د بنکر
- نیجریه‌ای سال ۲۰۰۶.[۲]
- دکترای افتخاری از دانشگاه براون، ایالات متحده آمریکا
- دکترای افتخاری از کالج ترینیتی، دانشگاه دوبلین، ایرلند.
- دکترای افتخاری از کالج آمهرست، ایالات متحده آمریکا.

در ۲۸ سپتامبر ۲۰۰۷، موسیقیدان ایرلندی بونو مدال آزادی را دریافت کرد و جایزهٔ ۱۰۰ هزار دلاری آن را به داتا (سازمانی که بر روی ایدز در آفریقا و دموکراسی کار می‌کرد) اهدا کرد که اکنجو–ایوه‌آلا از سوی آن سازمان، جایزه را دریافت کرد.

## کتاب‌ها
- چینوآ آچه‌به: معلم روشنایی – زندگی‌نامهٔ نویسندهٔ نیجریه‌ای، چینوآ آچه‌به، منتشرشده توسط انتشارات ورلد آفریکا، (۲۰۰۳)، کار مشترک با تیجان سالاه.
- دام بدنی در نیجریه: به‌سوی یک راهکار بدهی پایدار – کتبی دانشگاهی، منتشرشده توسط انتشارات ورلد آفریکا، (۲۰۰۳)، کار مشترک با چارلز سی. سولودو و منصور موهتار.
- اصلاح چیز اصلاح‌نشدنی: درس‌هایی از نیجریه – کار اکنجو–ایوه‌آلا، زیر نظر اباسانجو مبان ۲۰۰۳–۲۰۰۷، منتشرشده توسط انتشارات ام‌آی‌تی، (۲۰۱۲).